# Süddeutsche Handballmeisterschaft 1954
Die Süddeutsche Handballmeisterschaft 1954 war die fünfte vom Süddeutschen Handballverband (SHV) ausgerichtete Endrunde um die Süddeutsche Meisterschaft im Hallenhandball der Männer. Sie wurde am 31. Januar 1954 in Pforzheim ausgespielt.

## Turnierverlauf
Meister wurde der TC Frisch Auf Göppingen, der sich damit auch für die Endrunde zur Deutschen Meisterschaft 1954
 in Krefeld qualifizierte, bei der die Göppinger auch die Deutsche Meisterschaft gewannen. 

### Modus
Teilnahmeberechtigt waren jeweils die Meister der Endrunden Baden, Südbaden,  Bayern und Württemberg.
 Es spielte jeder gegen jeden, der Meister war für die Endausscheidung zur Deutschen Meisterschaft 1954
 qualifiziert.

### Endrunde
Post SV München 	– 	SV 1899 Niederbühl 	6 	: 	6
FA Göppingen 	– 	TSV 1905 Rot 	7 	: 	3
TSV 1905 Rot 	– 	SV 1899 Niederbühl 	8 	: 	3
FA Göppingen 	– 	Post SV München 	8 	: 	3
TSV 1905 Rot 	– 	Post SV München 	9 	: 	4
FA Göppingen 	– 	SV 1899 Niederbühl 	11 	: 	5

### Endrundentabelle
Saison 1953/54
|    | Mannschaft              | Sp | Pkte |
| -- | ----------------------- | -- | ---- |
| 1. | TC Frisch Auf Göppingen | 3  | 6:0  |
| 2. | TSV 1905 Rot (M)        | 3  | 4:2  |
| 3. | Post SV München         | 3  | 1:5  |
| 4. | SV 1899 Niederbühl      | 3  | 1:5  |

Süddeutscher Meister und für die Endrunde zur Deutschen Meisterschaft 1953/54 qualifiziert